# 群馬県道234号下沢渡原町線
群馬県道234号下沢渡原町線（ぐんまけんどう 234ごう しもさわたりはらまちせん）は、群馬県吾妻郡中之条町下沢渡から東吾妻町原町までを結ぶ県道である。

## 路線データ
- 起点：吾妻郡中之条町大字下沢渡字古界戸984番[1]（群馬県道55号中之条草津線交点）
- 終点：吾妻郡東吾妻町大字原町（国道145号交点）[注釈 1]

## 歴史
- 1959年（昭和34年）9月18日：群馬県より現・道路法に基づき、県道下沢渡原町線（吾妻郡中之条町大字下沢渡 - 同郡吾妻町大字原町、整理番号135）が路線認定される[2]。
  - 同時に、前身路線にあたる県道野渡原町線（吾妻郡中之条町大字下沢渡 - 同郡吾妻町大字原町、整理番号28）が路線廃止される[3]。

## 地理

### 通過する自治体
- 群馬県
  - 吾妻郡中之条町
  - 吾妻郡東吾妻町

### 交差する道路
- 群馬県道55号中之条草津線 - 中之条町下沢渡（起点）
- 国道145号、群馬県道28号高崎東吾妻線 - 東吾妻町原町（終点）